# Štěpán Kučera (fotbalista)
Štěpán Kučera (* 11. června 1984 Praha) je zkušený český fotbalový obránce, od července roku 2016 nastupující za třetiligový fotbalový klub TJ Štěchovice.

## Klubová kariéra
Mládežnické kluby:
První fotbalové kroky učinil na Bílé Hoře v šesti letech, poté působil v Blšanech a v šestnácti letech přestoupil do pražské Sparty, odkud zamířil na hostování do Uhelných skladů Praha.
Seniorské kluby:
Poprvé se v seniorské fotbale představil v rezervním týmu Sparty. V únoru 2006 odešel na hostování do Jablonce. O rok později se vrátil do Sparty a připsal si několik startů v prvním týmu. V květnu 2007 přestoupil do belgického týmu Bruggy. Za rok se znovu vrátil do Sparty Praha na hostování. Poté hostoval opět v Jablonci a dále v belgickém KSV Roeselare. V roce 2010 přestoupil do Kladna. Poté působil v Kazachstánu v klubech Tobol Kostanaj FK a Irtyš Pavlodar FK. Z Kazachstánu se vrátil do České republiky, konkrétně do Vyšehradu, který hrál v sezoně 2015/16 svou první sezonu ve FNL a sestoupil. V létě 2016 přestoupil do TJ Štěchovice.

## Reprezentační kariéra
Kučera reprezentoval Českou republiku v mládežnických kategoriích U18 a U21.